# San Donato in Poggio

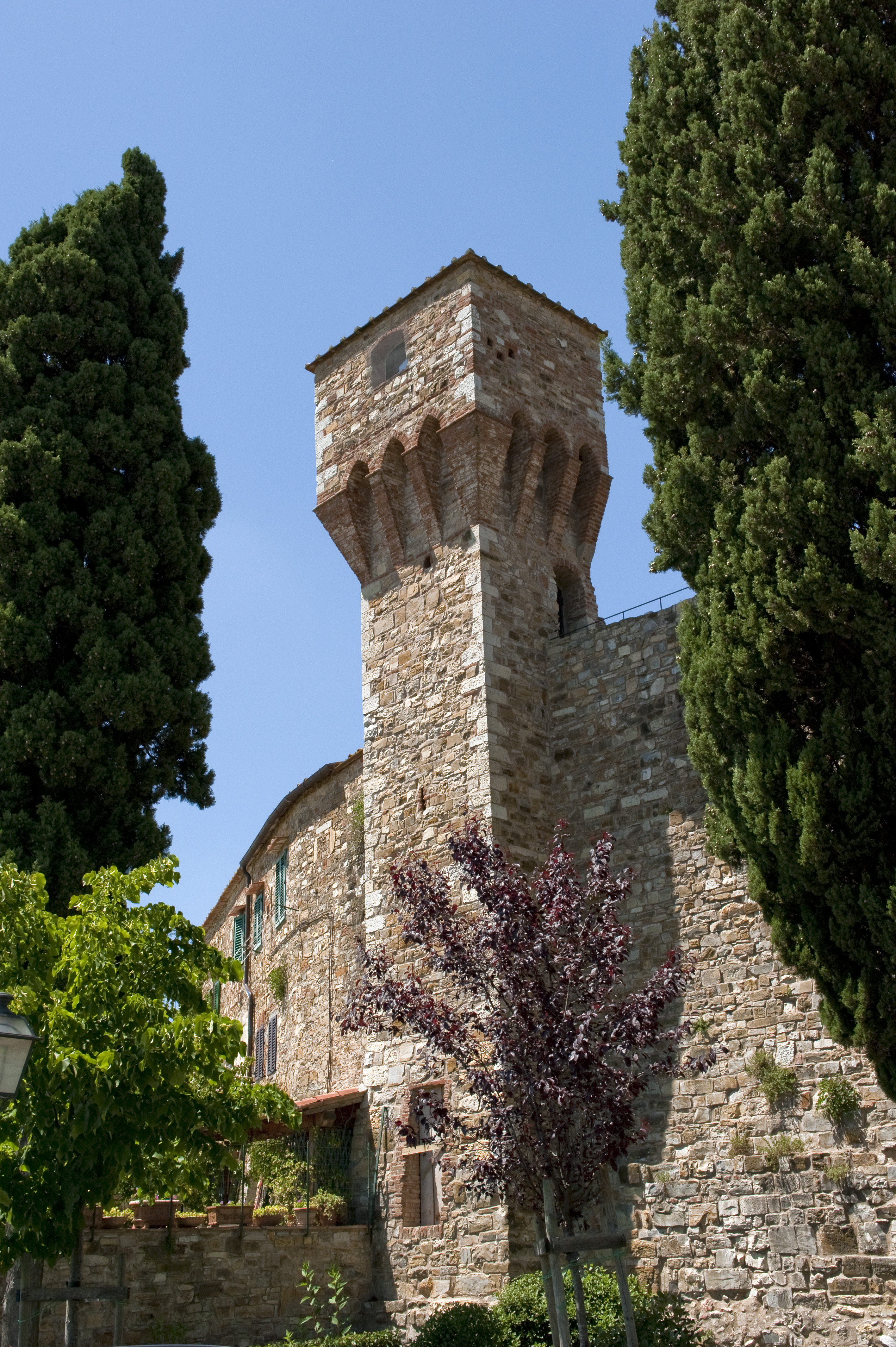
Imagen de una de las antiguas torres de San Donato in Poggio.

San Donato in Poggio es una fracción geográfica (o fraccione) que se encuentra en la comuna de Tavarnelle Val di Pesa, en la provincia de Florencia. En el pasado fue un castrum, posteriormente obtuvo importancia al ser el lugar donde se firmaron dos tratados de paz entre florentinos y sieneses. Aún conserva parte de sus murallas medievales, un campanario —conocido como Campanone—, dos antiguos portales de ingreso —Porta Fiorentina y Porta Senese— y una torre.

## Historia
El nombre San Donato fue otorgado a la ciudad en memoria del obispo Donato de Arezzo. Uno de los primeros testimonios que nombran a San Donato es una carta que data de 989 escrita por Teudegrimo en la abadía de Passignano. Sin embargo, cabe mencionar que existen otras tres menciones de la ciudad en manuscritos pertenecientes al archivo provincial y que datan de los años 985, 986 y 988. A través de la Edad Media la ciudad recibió diferentes nombres, todos establecidos a partir de los diferentes apelativos que se le dio al castillo como: San Donato in «Loco Pocie», «Poce», «Podio» y «Poggio».
Desde el año 1033, San Donato in Poggio fue un castrum o fortaleza romana, construida con el objetivo de defender la Via Cassia, la cual conectaba a Roma con Florencia. En 1091 el emperador Enrique VI concedió la mitad del feudo al conde Guido da Modigliana, perteneciente a la familia Guidi. 